# Polichna Kraśnicka
Polichna Kraśnicka – przystanek kolejowy w Polichnie Drugiej w powiecie kraśnickim, w województwie lubelskim.

## Ruch pasażerski
| Rok  | Wymiana pasażerska na dobę |
| ---- | -------------------------- |
| 2017 | 0-9                        |
| 2022 | 10-19                      |

W latach 2018–2019 podczas elektryfikacji odcinka Kraśnik – Zaklików peron na przystanku przeszedł modernizację.